# 바늘

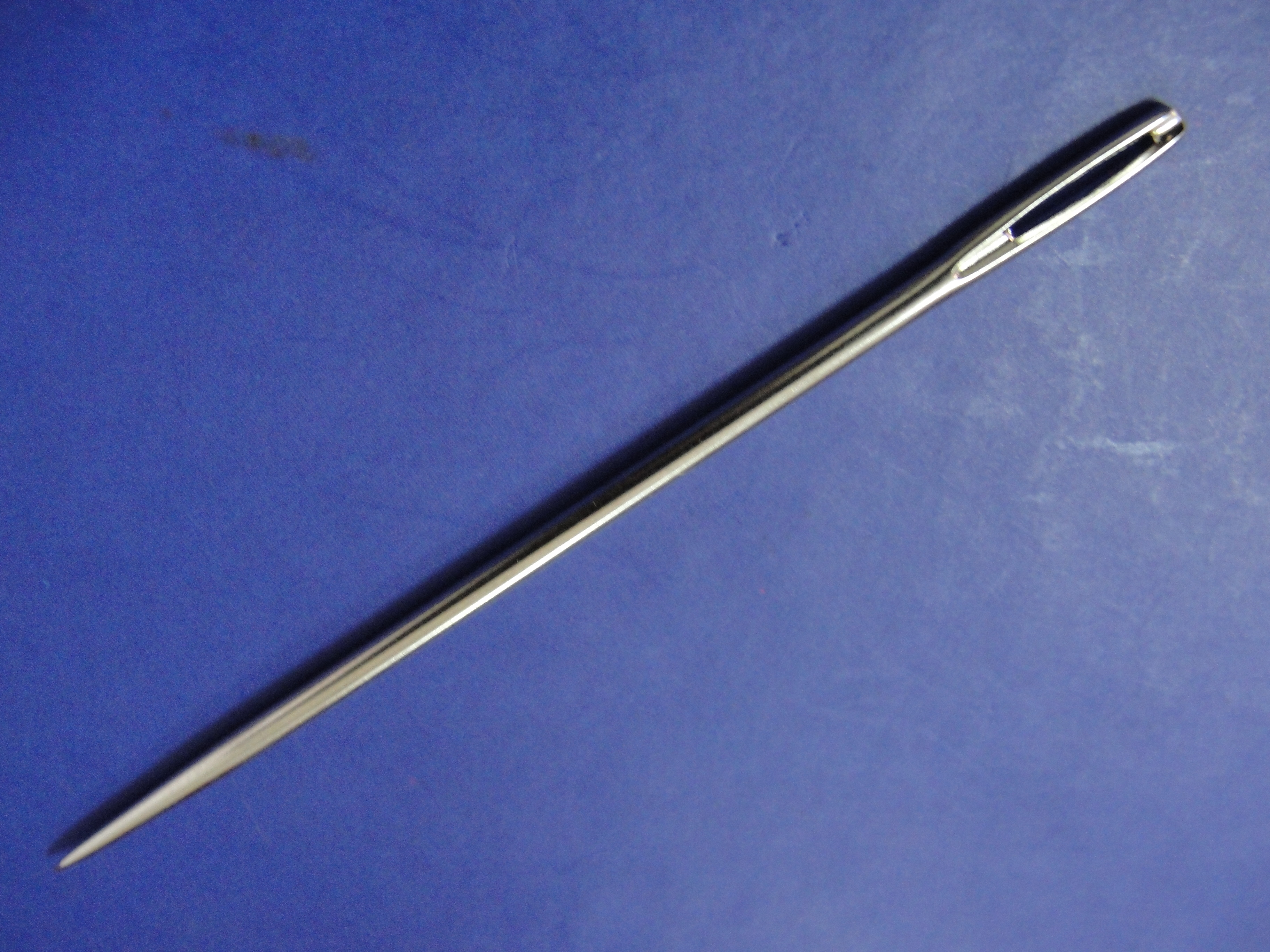
옷을 꿰매는 데 쓰이는 바늘

바늘은 옷을 짓거나 꿰매는 데 쓰이는 가늘고 끝이 뾰족한 쇠이다. 한쪽 끝에 있는 작은 구멍에 실을 꿰어 쓴다. 재봉용·수예용·의료용·낚싯바늘·돗바늘·저울바늘 등 종류가 다양하다. 전통적으로 바늘은 장식품으로 간주되는 바늘책이나 반짇고리에 보관한다. 바느질 바늘은 바늘과 가위, 연필, 집게와 같은 물건들을 보관하는 조그마한 상자인 방물 상자에 보관할 수도 있다.

## 역사
최초 형태의 바느질은 짐승의 가죽을 가지고 가시와 날카로운 돌을 바늘로, 힘줄이나 식물 재료를 실로 함께 사용한 것으로 추정된다.

## 같이 보기
- 골무